# Indiumacetylacetonat
Indiumacetylacetonat ist eine Komplexverbindung des Indiums mit Acetylacetonat als Ligand. Es handelt sich hierbei um einen farblosen Feststoff mit oktaedrischer Kristallstruktur.

## Reaktionen
Indiumacetylacetonat und Zinn(II)-acetylacetonat können zur Herstellung dünner Indiumzinnoxidfilme mit einer chemischen Gasphasenabscheidung bei Normaldruck verwendet werden. Die resultierenden Filme sind transparent, leitfähig und haben eine Dicke von etwa 200 nm.
Außerdem kann Kupfer-Indium-Gallium-Diselenid (CIGS) mit Indiumacetylacetonat hergestellt werden. CIGS-Solarzellen mit dünnem Film werden mithilfe einer chemischen Gasphasenabscheidung aus Indiumacetylacetonat und Schwefelwasserstoff synthetisiert.